# Крюгер, Карл Вильгельм
Карл Вильгельм Крюгер (нем. Karl Wilhelm Krüger; 1796—1874) — немецкий филолог.